# کاشمن
کاشمن (انگلیسی: Cushman) شرکت خودروسازی آمریکایی است، که در سال ۱۹۰۳ تأسیس شد.